# 13e Grammy Awards
De dertiende editie van de jaarlijkse uitreiking van de Grammy Awards vond plaats op 16 maart 1971 in het Hollywood Palladium in Los Angeles. De ceremonie werd - voor het eerst - rechtstreeks uitgezonden door de Amerikaanse tv-zender ABC en werd gepresenteerd door Andy Williams.
De grote winnaar was het album "Bridge Over Troubled Water" van Simon & Garfunkel. In totaal wonnen het album en het titelnummer zes Grammy Awards, verdeeld onder Paul Simon, Art Garfunkel, producer/technicus Roy Halee en arrangeur Larry Knechtel. De uitreiking was een van de laatste keren dat Paul en Art gezamenlijk in het openbaar optraden; kort na de Grammy Awards maakten ze bekend hun eigen weg te gaan.
Overige winnaars van meerdere Grammy's waren The Carpenters, producer Thomas Z. Shepard, producer Erik Smith en dirigent Colin Davis, die elk twee Grammy Awards ontvingen.
Opvallend waren de twee Grammy's voor het liedje Everything is Beautiful van zanger Ray Stevens. Zijn eigen uitvoering won in de categorie voor beste popnummer en een cover van zanger Jake Hess won een Grammy in de categorie voor beste gospelnummer.

## Winnaars

### Algemeen
- Record of the Year
  - "Bridge Over Troubled Water" - Simon & Garfunkel, Roy Halee (technicus/producer)

- Album of the Year
  - "Bridge Over Troubled Water" - Simon & Garfunkel (uitvoerenden/producers), Roy Halee (technicus/producer)

- Song of the Year
  - Paul Simon (componist) voor "Bridge Over Troubled Water" (uitvoerenden: Simon & Garfunkel)

- Best Contemporary Song
  - "Close to You" - The Carpenters

- Best New Arist
  - The Carpenters

### Pop
- Best Contemporary Vocal Performance (zangeres)
  - "I'll Never Fall in Love Again" - Dionne Warwick
- Best Contemporary Vocal Performance (zanger)
  - "Everything is Beautiful" - Ray Stevens
- Best Contemporary Vocal Performance (duo/groep)
  - "Close to You" - The Carpenters
- Best Contemporary Instrumental Performance
  - "Theme From Z and Other Film Music" - Henry Mancini
- Best Contemporary Song
  - Paul Simon (componist) voor Bridge Over Troubled Water, uitvoerenden: Simon & Garfunkel

### R&B
- Best R&B Vocal Performance (zangeres)
  - "Don't Play That Song" - Aretha Franklin

- Best R&B Vocal Performance (zanger)
  - "The Thrill Is Gone" - B.B. King

- Best R&B Performance by a Duo or Group (vocaal of instrumentaal)
  - "Didn't I (Blow Your Mind This Time)" - The Delfonics

- Best R&B Song
  - General Johnson & Ronald Dunbar (componisten) voor "Patches" (uitvoerende: Clarence Carter)

### Kinderrepertoire
- Best Recording for Children
  - "Sesame Street" - Joan Cooney & Thomas Z. Shepard (album producers)

### Klassiek
- Best Classical Performance, Orchestra (Beste klassieke uitvoering van een orkest)
  - "Stravinsky: Le Sacre du Printemps" - Pierre Boulez (dirigent) & The Cleveland Orchestra

- Best Classical Vocal Soloist Performance (Beste klassieke uitvoering van een solist (zanger/zangeres))
  - "Schubert:  Lieder" - Dietrich Fischer-Dieskau

- Best Opera Recording (Beste opera-opname)
  - "Berlioz: Les Troyens" - Erik Smith (producer), Colin Davis (dirigent) & The Royal Opera House Orchestra & Chorus

- Best Choral Performance (Beste kooruitvoering)
  - "Ives: New Music of Charles Ives" - Gregg Smith (dirigent), The Gregg Smith Singers & The Columbia Chamber Ensemble

- Best Classical Performance (Instrumental Soloist[s]) (Beste klassieke uitvoering van een instrumentale solist (of solisten), met of zonder begeleiding door een orkest)
  - "Brahms: Double Concerto (Concerto in A Minor for Violin and Cello)" - George Szell (dirigent), David Oistrakh (solist), Mstislav Rostropovich & The Cleveland Orchestra

- Best Chamber Music Performance (Beste uitvoering van een kamermuziek-ensemble)
  - "Beethoven: The Complete Piano Trios" - Eugene Istomin, Leonard Rose & Isaac Stern

- Album of the Year, Classical (Beste klassieke album van het jaar)
  - "Berlioz: Les Troyens" - Erik Smith (producer), Colin Davis (dirigent) & The Royal Opera House & Chorus (uitvoerenden)

### Comedy
- Best Comedy Recording
  - "The Devil Made Me Buy This Dress" - Flip Wilson

### Composing & Arranging (Compositie & Arrangementen)
- Best Instrumental Composition (Beste instrumentale compositie)
  - "Airport Love Theme" - Alfred Newman
- Best Original Score Written for a Motion Picture or a Television Special (Beste muziek geschreven voor film of tv-programma)
  - Paul McCartney, John Lennon, George Harrison & Ringo Starr (componisten) voor "Let It Be" (uitvoerenden: The Beatles)
- Best Instrumental Arrangment (Beste instrumentale arrangement)
  - "Theme From Z" - Henry Mancini
- Best Arrangement Accompanying Vocalist(s) (Beste arrangement voor lied met zang)
  - Larry Knechtel & Paul Simon (arrangeurs) voor "Bridge Over Troubled Water" (uitvoerenden: Simon & Garfunkel)

### Country
- Best Country Vocal Performance (zangeres)
  - "Rose Garden" - Lynn Anderson
- Best Country Vocal Performance (zanger)
  - "For The Good Times" - Ray Price
- Best Country Vocal Performance (duo/groep)
  - "If I Were a Carpenter" - Johnny Cash & June Carter
- Best Country Instrumental Performance
  - "Me and Jerry" - Chet Atkins & Jerry Reed
- Best Country Song
  - Marty Robbins (componist) voor "My Woman, My Woman, My Wife"

### Folk/Blues
- Best Ethnic or Traditional Recording (Beste etnische of traditionele opname)
  - "Good Feelin'" - T-Bone Walker

### Gospel
- Best Gospel Performance (Beste gospel uitvoering)
  - "Talk About The Good Times" - Oak Ridge Boys
- Best Soul Gospel Performance (Beste soul-gospel uitvoering)
  - "Every Man Wants To Be Free" - Edwin Hawkins Singers
- Best Sacred Performance (Musical) (Beste religieuze uitvoering)
  - "Everything is Beautiful" - Jake Hess

### Jazz
- Best Jazz Performance (Small Group or Soloist with Small Group) (Beste jazz-uitvoering van een klein gezelschap, of van een solist die begeleid wordt door een klein gezelschap)
  - "Alone" - Bill Evans

- Best Jazz Performance (Large Group or Soloist with Large Group) (Beste jazz-uitvoering van een groot gezelschap, b.v. een bigband, of een solist die begeleid wordt door een groot gezelschap)
  - "Bitches Brew" - Miles Davis

### Musical
- Best Score from an Original Cast Show Album (Beste muziek uit een origineel cast-album)
  - Stephen Sondheim (componist), Thomas Z. Shepard (producer) & Cast voor "Company"

### Hoezen
- Best Album Cover (Beste albumhoes)
  - Robert Lockart (ontwerper) & Ivan Nagry (fotograaf) voor "Indianola Mississippi" (uitvoerende: B.B. King)
- Best Album Notes (Beste hoestekst)
  - Chris Albertson (schrijver) voor "The World's Greatest Blues Singer" (uitvoerende: Bessie Smith)

### Production & Engineering (Productie & Techniek)
- Best Engineered Recording, Non-Classical (Beste technische uitvoering van een niet-klassieke opname)
  - "Bridge Over Troubled Water" - Roy Halee (uitvoerenden: Simon & Garfunkel)
- Best Engineered Recording, Classical
  - "Stravinsky: Le Sacre du Printemps" - Arthur Kendy, Fred Plaut & Ray Moore (uitvoerenden: The Cleveland Orchestra o.l.v. Pierre Boulez)

### Gesproken Woord
- Best Spoken Word Recording
  - "Desiderata" - Les Crane